# Бољковци
Бољковци су насеље у Србији у општини Горњи Милановац у Моравичком округу, једно од већих села у општини Горњи Милановац. Налазе се на 22 km од Горњег Милановца, 17 km од Љига и 100 km од Београда, као и на надморској висини од 400 до 610 m и површини од 2.075 ha. Кроз Бољковце протиче река Драгобиљица. У селу живи претежно старије становништво.

## Историја
Становништво се делимично иселило пред најездом Турака. У 18. веку део становништва се доселио из Херцеговине и ужичког краја. У пописима село је 1910. године имало 1061 становника, 1921. године 900, а 2002. године тај број је спао на 494.
У Бољковцима се крајем новембра и почетком децембра 1914. године налазио штаб 1. српске армије и једна војна болница.
Указом Краља од 12. априла 1925. године насеље је добило статус варошице.
Бољковци су некада имали своју општину. После Другог светског рата, село је једно време припадало општини Љиг, да би касније припало општини Горњи Милановац.
Занимљив податак је да је из зграде локалне кафане војвода Живојин Мишић управљао Колубарском битком. Становништво се углавном бави пољопривредом и сточарством. Мањи део популације ради у фабрикама у Горњем Милановцу.
У Бољковцима се некад налазио српски манастир, уз чије рушевине су стајале плоче калуђерског гробља. Данашња црква Светог Николе изграђена је у периоду од 1839. до 1843. године.
Сеоска слава је први дан Тројице. Сеоски вашар одржава се истог дана.
Овде се налазе Стари надгробни споменици у Бољковцима (општина Горњи Милановац), Крајпуташ Алексију Илићу у Бољковцима и Крајпуташ непознатом Поповићу у Бољковцима.
У ратовима у периоду од 1912. до 1918. године село је дало 142 ратника. Погинуло их је 82 а 60 је преживело.

## Демографија
Према попису из 2002. било је 489 становника (према попису из 1991. било је 631 становника).
У насељу Бољковци живи 416 пунолетних становника, а просечна старост становништва износи 48,3 година (44,9 код мушкараца и 51,5 код жена). У насељу има 195 домаћинстава, а просечан број чланова по домаћинству је 2,51.
Ово насеље је великим делом насељено Србима (према попису из 2002. године), а у последња три пописа, примећен је пад у броју становника.
|  |

| Демографија | Демографија | Демографија |
| Година      | Становника  | Становника  |
| ----------- | ----------- | ----------- |
| 1948.       | 1.187       |             |
| 1953.       | 1.154       |             |
| 1961.       | 1.088       |             |
| 1971.       | 1.001       |             |
| 1981.       | 898         |             |
| 1991.       | 631         | 616         |
| 2002.       | 489         | 495         |
| 2011.       | 366         |             |

| Етнички састав према попису из 2002.‍ | Етнички састав према попису из 2002.‍ | Етнички састав према попису из 2002.‍ | Етнички састав према попису из 2002.‍ | Етнички састав према попису из 2002.‍ |
| ------------------------------------ | ------------------------------------ | ------------------------------------ | ------------------------------------ | ------------------------------------ |
|                                      |                                      |                                      |                                      |                                      |
| Срби                                 | Срби                                 |                                      | 473                                  | 96,72%                               |
| Украјинци                            | Украјинци                            |                                      | 1                                    | 0,20%                                |
| непознато                            | непознато                            |                                      | 14                                   | 2,86%                                |

| Година пописа     | 1948. | 1953. | 1961. | 1971. | 1981. | 1991. | 2002. |
| ----------------- | ----- | ----- | ----- | ----- | ----- | ----- | ----- |
| Број домаћинстава | 223   | 229   | 266   | 274   | 262   | 215   | 195   |

| Број чланова      | 1  | 2  | 3  | 4  | 5  | 6  | 7 | 8 | 9 | 10 и више | Просек |
| ----------------- | -- | -- | -- | -- | -- | -- | - | - | - | --------- | ------ |
| Број домаћинстава | 64 | 60 | 27 | 17 | 11 | 13 | 2 | 0 | 1 | 0         | 2,51   |

| Пол    | Укупно | Неожењен/Неудата | Ожењен/Удата | Удовац/Удовица | Разведен/Разведена | Непознато |
| ------ | ------ | ---------------- | ------------ | -------------- | ------------------ | --------- |
| Мушки  | 209    | 61               | 126          | 17             | 4                  | 1         |
| Женски | 220    | 19               | 126          | 74             | 1                  | 0         |
| УКУПНО | 429    | 80               | 252          | 91             | 5                  | 1         |

| Пол    | Укупно                    | Пољопривреда, лов и шумарство | Рибарство                            | Вађење руде и камена | Прерађивачка индустрија       |
| ------ | ------------------------- | ----------------------------- | ------------------------------------ | -------------------- | ----------------------------- |
| Мушки  | 131                       | 81                            | 0                                    | 2                    | 14                            |
| Женски | 75                        | 60                            | 0                                    | 0                    | 2                             |
| УКУПНО | 206                       | 141                           | 0                                    | 2                    | 16                            |
| Пол    | Производња и снабдевање   | Грађевинарство                | Трговина                             | Хотели и ресторани   | Саобраћај, складиштење и везе |
| Мушки  | 2                         | 8                             | 3                                    | 2                    | 5                             |
| Женски | 0                         | 0                             | 1                                    | 0                    | 3                             |
| УКУПНО | 2                         | 8                             | 4                                    | 2                    | 8                             |
| Пол    | Финансијско посредовање   | Некретнине                    | Државна управа и одбрана             | Образовање           | Здравствени и социјални рад   |
| Мушки  | 0                         | 2                             | 0                                    | 3                    | 3                             |
| Женски | 0                         | 0                             | 0                                    | 1                    | 2                             |
| УКУПНО | 0                         | 2                             | 0                                    | 4                    | 5                             |
| Пол    | Остале услужне активности | Приватна домаћинства          | Екстериторијалне организације и тела | Непознато            | Непознато                     |
| Мушки  | 1                         | 0                             | 0                                    | 5                    | 5                             |
| Женски | 1                         | 0                             | 0                                    | 5                    | 5                             |
| УКУПНО | 2                         | 0                             | 0                                    | 10                   | 10                            |